# Языки Польши
Языки́ По́льши — языки, распространённые на территории Польской Республики. К ним относятся как языки коренного населения страны, так и языки иммигрантов и их потомков. Единственным официальным языком Польши, согласно Конституции, является польский язык. На нём как на родном или как на языке домашнего общения говорит подавляющее большинство населения страны.
Ряд языков, на которых говорят народы и этнические группы (исключая поляков), населяющие по времени те или иные регионы Польши более, чем 100 лет, законодательно признаны региональными и языками меньшинств с соответствующими правами их использования. В тех территориально-административных единицах, в которых число говорящих на языках меньшинств или региональном языке составляет 20 % и более, данные языки могут иметь статус вспомогательного языка наряду с официальным польским.
По данным польской переписи 2011 года, 37 816 тыс. жителей Польши языком домашнего общения назвали польский (98,2 % от числа ответивших на вопрос о языке), общая численность носителей остальных языков, которые были названы в переписи домашними (или обиходными), составляет 948,5 тыс. человек. Наиболее распространённые из них: силезский (529,4 тыс.), кашубский (108,1 тыс.) и английский (103,5 тыс.).
Родным языком назвали польский 37 656 тыс. жителей Польши, общая численность носителей остальных языков, названных родными, составляет 333, 9 тыс. человек. В их числе силезский (140 тыс.), немецкий (58,2 тыс.), украинский (28,2 тыс.) и другие языки.
43 % населения Польши владеет только одним языком, 57 % владеет двумя, включая родной, и более языками, из них 32 % говорит на трёх языках, 4 % — на четырёх.

## Польский язык
Польский язык является официальным языком Польши и одним из 24 официальных языков Европейского союза.
Польский язык — один из крупнейших славянских языков и самый крупный западнославянский язык как по числу носителей, так и по занимаемому им ареалу. Входит в число 30 самых крупных языков мира по численности владеющих им как родным. Общее число говорящих на польском языке в мире — около 40 млн чел. (2007, оценка), в том числе 37,8 млн в Польше (2011, перепись).
Помимо стандартного литературного польского языка среди поляков также распространены, в основном в сельской местности, территориальные диалекты. Многочисленные польские говоры объединяют в четыре диалекта: великопольский, малопольский, мазовецкий и силезский.
Наряду с основными диалектами также выделяются периферийные польские диалекты, возникшие в результате экспансии польского языка на территорию современных Литвы, Западной Белоруссии и Западной Украины. Кроме того, на Возвращённых землях, заселённых поляками после Второй мировой войны, сложились новые смешанные диалекты.
Второй и третий по степени распространённости домашние языки в Польше силезский (529,4 тыс. носителей) и кашубский (108,1 тыс. носителей) являются наиболее близкими польскому языку среди прочих славянских и отчасти являются взаимопонятными с польским. Силезский язык при этом (являющийся и вторым по числу носителей языка как родного — 140 тыс. человек) в Польше рассматривается как диалект польского и не включается в число региональных языков, несмотря на то, что в польской части Верхней Силезии в последнее время развивается движение за придание силезскому диалекту статуса самостоятельного языка. Несмотря на разобщённость инициаторов и обществ, участвующих в этом движении, предпринимаются попытки кодификации силезской литературной нормы, издаётся периодика. Кашубский язык (также рассматриваемый рядом славистов как один из польских диалектов) официально признан региональным языком, но не языком этнического меньшинства, поскольку кашубы в Польше не считаются самостоятельным народом или отдельной этнической группой.
Как правило, польские диалекты являются средством устного бытового общения, но в некоторых районах (помимо Силезии), в таких, как, например, Подгалье отмечается использование местных говоров в письменности, создание на них литературных произведений. Такая тенденция нашла отражение в итогах переписи 2011 года, в которой 604 человека назвали языком домашнего общения гуральские говоры.

## Языки этнических меньшинств и региональный язык

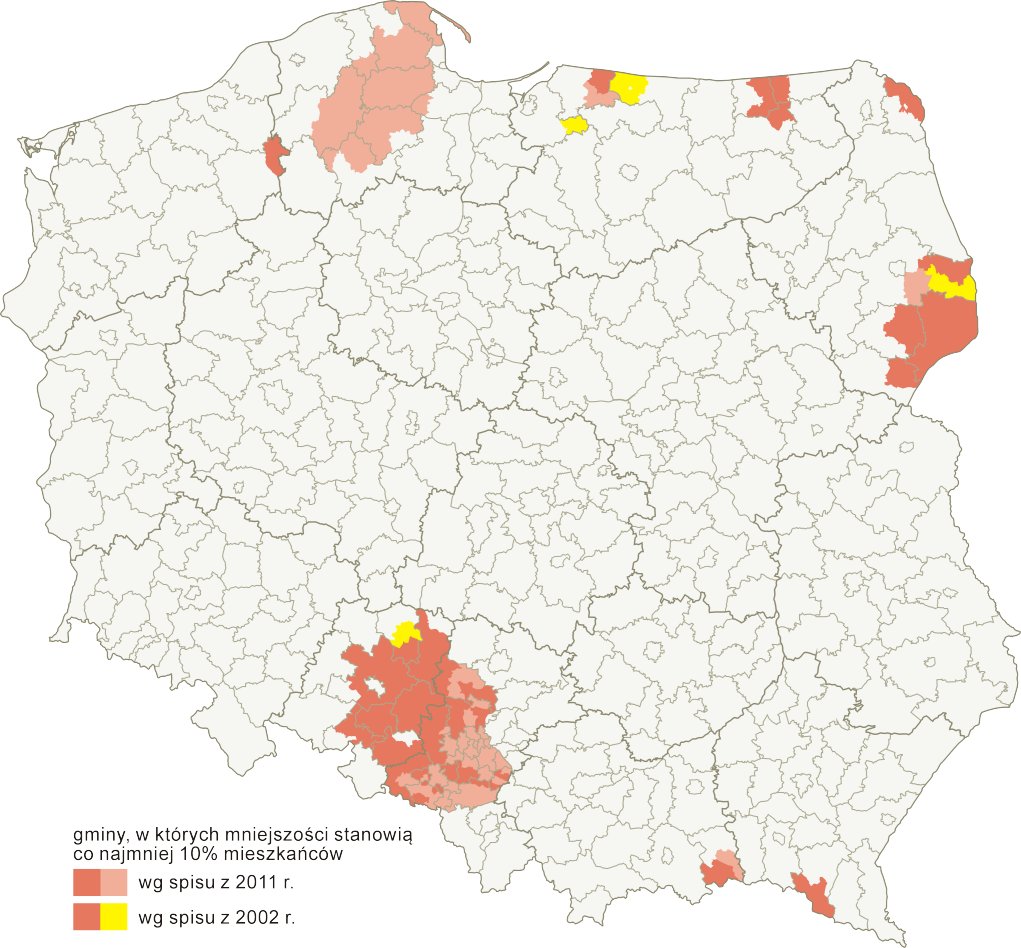
Гмины Польши, в которых не менее 10 % жителей в переписях 2002 и 2011 годов указали принадлежность к национальным и этническим меньшинствам

В соответствии с Законом от 6 января 2005 года «О национальных и этнических меньшинствах и региональном языке» языкам национальных и этнических меньшинств декларируются особые права. Официальное признание даёт носителям языков меньшинств ряд возможностей (при определённых условиях, установленных законодательством), включая возможность получения образования на родном языке, возможность финансовой поддержки государства в развитии языка и культуры меньшинств, возможность получения статуса вспомогательного языка местной администрации и т. д. Согласно положениям закона, к национальным и этническим меньшинствам относят такие группы населения, которые имеют меньшую численность по отношению к основной части населения страны, отличаются от остальных жителей языком, культурой или традицией, стремятся к сохранению своих языка, культуры или традиции, имеют осознание исторической общности, предки которых живут на территории Польши не менее, чем 100 лет. Разница между национальными и этническими меньшинствами заключается в том, что первые связывают себя с народом, имеющим собственное государство, а вторые — с народом, не имеющим государства. Региональным языком признаётся язык, традиционно используемый жителями страны, которые образуют группу, меньшую по численности по отношению к основному населению этой страны. При этом данный язык не может относиться к диалектам государственного языка или к диалектам языков мигрантов.
Официальный статус регионального языка получен одним языком (кашубским), официальный статус языка меньшинств получен 14 языками: 10 языками национальных меньшинств (9 народов) и 4 языками этнических меньшинств:
- Региональный язык:
  - кашубский (в 2012/2013 учебном году кашубский изучали 15 842 учащихся в 389 учебных заведениях; основное периодическое издание кашубов: Pomerania; на кашубском транслируются передачи по Radio Kaszёbё, TVT Teletronik z Kartuz, Twoja Telewizja Morska z Wejherowa).
- Языки национальных меньшинств:
  - белорусский (в 2012/2013 учебном году белорусский изучали 3 148 учащихся в 47 учебных заведениях; периодические издания польских белорусов: Niwa, Czasopis, Bielski Hostineć, Białoruskie Zeszyty Historyczne, Termapiły, Kalendarz Białoruski, Annus Albaruthenicus; на белорусском транслируются передачи по Białoruskie Radio Racja);
  - чешский;
  - иврит (в 2012/2013 учебном году иврит изучал 301 учащийся в 7 учебных заведениях);
  - идиш (изучение идиша ограничивается курсами, организованными еврейскими организациями Польши);
  - литовский (в 2012/2013 учебном году литовский изучали 683 учащихся в 19 учебных заведениях, в большинстве учебных заведений литовский является языком обучения; периодические издания польских литовцев: Aušra, Aušrelé, Šaltinis, Suvalkietis);
  - немецкий (в 2012/2013 учебном году немецкий изучали 38 783 учащихся в 589 учебных заведениях; периодические издания польских немцев: Wochenblatt.pl, Heimat — Mała Ojczyzna, Mitteilungsblatt, Masurische Storchenpost, Oberschlesische Stimme; на немецком транслируются некоторые передачи по Polsko-Niemieckie Radio Internetowe Mittendrin, Radio Vanessa z Raciborza, Radio Park FM w Kędzierzynie-Koźlu, Telewizja Satelitarna TVS);
  - армянский (в 2012/2013 учебном году армянский изучали 54 учащихся в 4 учебных заведениях; периодические издания польских армян: Awedis, Biuletyn Ormiańskiego Towarzystwa Kulturalnego);
  - русский;
  - словацкий (в 2012/2013 учебном году словацкий изучали 202 учащихся в 12 учебных заведениях; издаётся периодическое издание Život);
  - украинский (в 2012/2013 учебном году украинский изучали 2 757 учащихся в 169 учебных заведениях; периодические издания польских украинцев: «Наше Слово» и «Над Бугом і Нарвою» (Нарвой по-украински именуется польская река Нарев); на украинском раз в неделю транслируется 15-минутная передача "Ukraińskie Słowo" на «Radio Orthodoxia» из Белостока (102,7 МГц)[22].
- Языки этнических меньшинств:
  - караимский (язык караимов фактически перестал использоваться, дети караимов учат язык в летней школе в литовском Тракае; издаётся периодическое издание Awazymyz);
  - лемковский (в 2012/2013 учебном году лемковский изучал 281 учащийся в 35 учебных заведениях; периодические издания лемков: Besida, Watra, Rocznik Ruskiej Bursy, Łemkiwska Storinka; транслируются передачи по Łemkowskie Radio Internetowe Stowarzyszenia Ruska Bursa, также известном под названием Radio Internetowe Ruskiej Bursy LEM.fm);
  - цыганский (периодические издания польских цыган: Romano Atmo и Dialog-Pheniben);
  - татарский (периодические издания польских татар: Życie Tatarskie и Przegląd Tatarski).

Большинство языков национальных и этнических меньшинств распространены в определённом регионе Польши — кашубский, белорусский, чешский, литовский, немецкий, армянский, русский, словацкий, украинский, лемковский, татарский. Пять языков распространены дисперсно в разных частях территории Польши — иврит, идиш, караимский, армянский, цыганский.
Некоторые языки (или диалекты) коренного населения Польши не включены в перечень языков меньшинств. Помимо силезского языка не получил признания вымирающий вилямовский язык. Не включены в данный перечень, не отвечающие требованиям законодательства Польши, такие крупные иммигрантские общины, как вьетнамская, греческая и другие.

## Вспомогательные языки
Согласно положениям Закона от 6 января 2005 года «О национальных и этнических меньшинствах и региональном языке» в гминах, в которых 20 % и более жителей представляют те или иные национальные или этнические меньшинства, администрация имеет право придать языку меньшинства статус вспомогательного, используемого при устном или письменном обращении граждан в органы местной власти наряду с польским, и дающего право устанавливать двуязычные названия географических объектов.
Во время переписи 2011 года при подсчёте численности меньшинств в процентном отношении ко всему населению гмины учитывались указания на принадлежность к национальности не только как единственную, но и как вторую . Как в 2002, так и в 2011 году только три меньшинства и поляки, говорящие на кашубском региональном языке, представили 20 % и более населения гмин. Число гмин не изменилось — 20 % и более населения составили меньшинства в 51 гмине. В то же время изменился состав гмин, в части гмин численность меньшинств к 2011 году снизилась и стала составлять менее 20 %, в части гмин, напротив, увеличилась и превысила 20 %. Так, с 12 до 9 уменьшилось число гмин с белорусским населением, с 28 до 22 уменьшилось число гмин с немецким населением (3 новые с превышением 20 % и 9 с уменьшением ниже 20 %), с 10 до 19 увеличилось число гмин с кашубским населением.
По состоянию на 17 марта 2014 года три языка меньшинств (белорусский, литовский и немецкий) и региональный кашубский язык законодательно приняты в качестве вспомогательного языка в 33 гминах:

### Белорусский язык

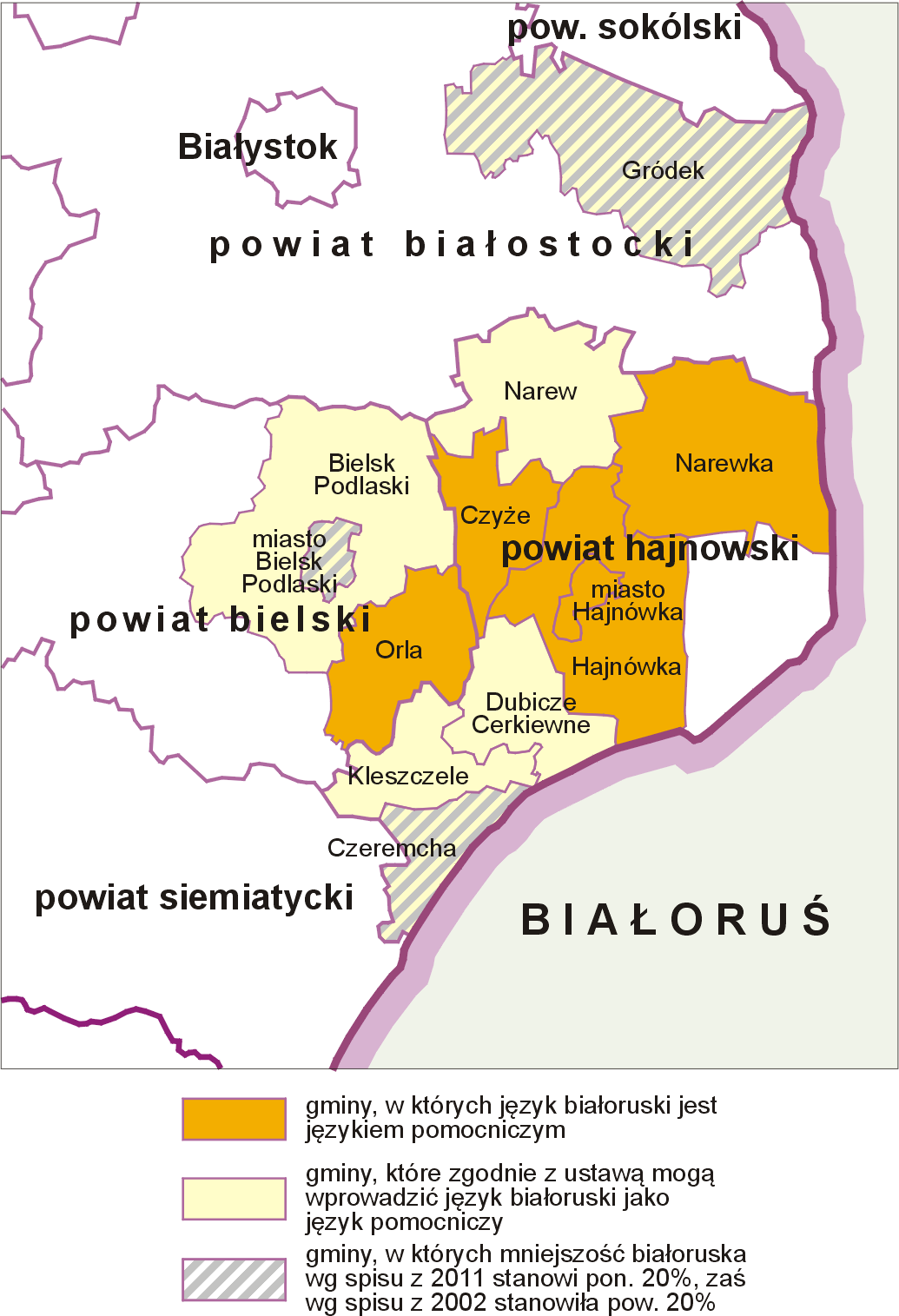
Гмины Подляского воеводства, в которых введён или возможно введение белорусского языка в качестве вспомогательного

- Хайнувка (городская гмина) (Гайнаўка) — с 3 декабря 2007 года;
- Чиже (Гміна Чыжы) — 8 февраля 2010 года;
- Хайнувка (сельская гмина) (Гміна Гайнаўка) — с 28 мая 2010 года;
- Наревка (Гміна Нараўка) — с 16 июня 2009 года;
- Орля (Гміна Орля) — с 7 мая 2009 года; с 11 января 2011 года в гмине также вводится указание населённых пунктов на белорусском языке.

### Кашубский язык

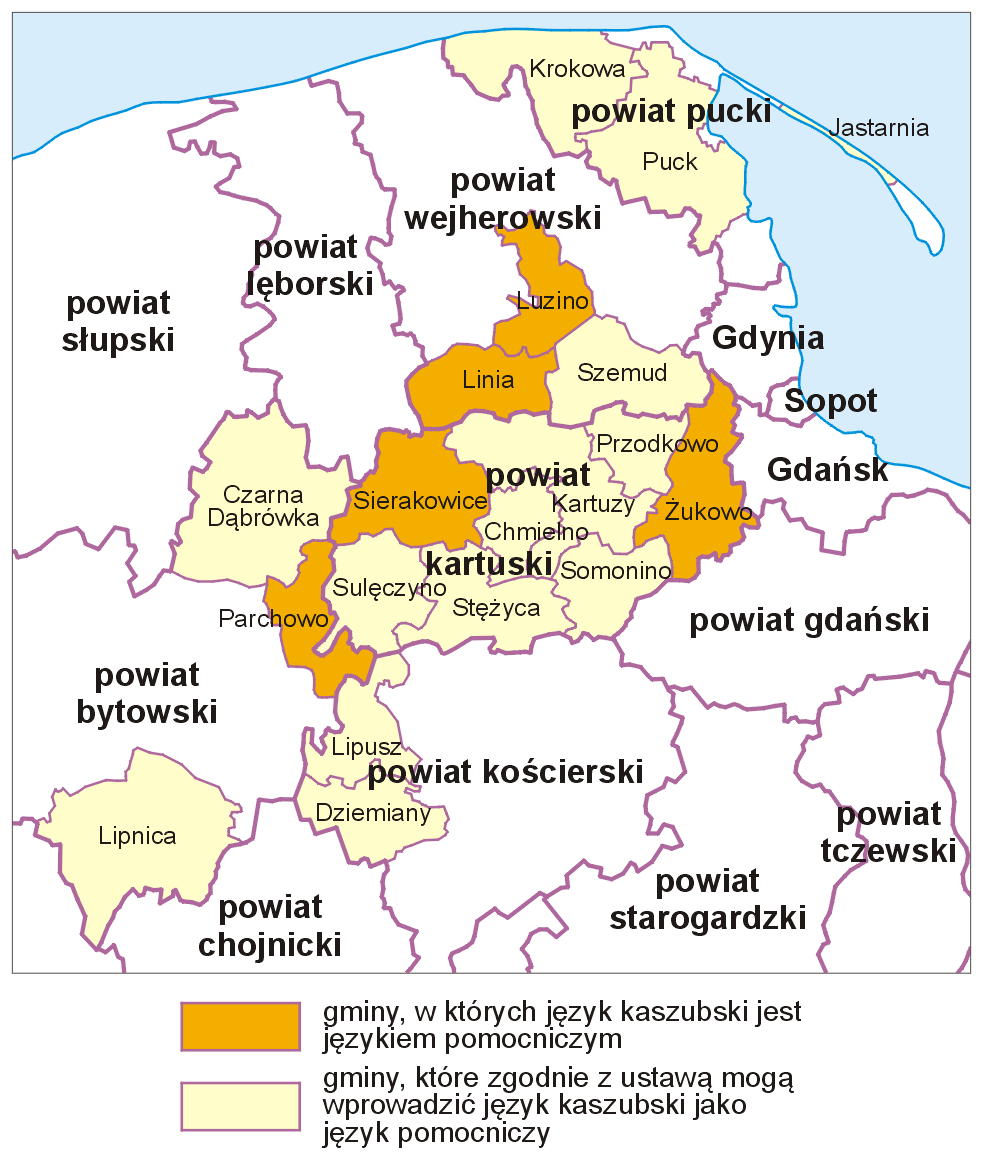
Гмины Поморского воеводства, в которых введён или возможно введение кашубского языка в качестве вспомогательного

- Линя (gmina Lëniô) — с 23 апреля 2012 года; с 30 апреля 2010 года в гмине также вводится указание населённых пунктов на кашубском языке;
- Люзино (gmina Lëzëno) с 21 февраля 2014 года; с 26 мая 2014 года в гмине также вводится указание населённых пунктов на кашубском языке;
- Пархово (gmina Parchòwò) с 16 августа 2006 года; с 10 января 2011 года в гмине также вводится указание населённых пунктов на кашубском языке;
- Сераковице (gmina Serakòwice) с 23 октября 2007 года; с 1 декабря 2009 года в гмине также вводится указание населённых пунктов на кашубском языке;
- Жуково (gmina Żukòwò) с 17 июля 2013 года; с 28 августа 2013 года в гмине также вводится указание населённых пунктов на кашубском языке.

### Литовский язык
- Пуньск (Punsko valsčius) с 25 мая 2006 года; с 20 мая 2008 года в гмине также вводится указание населённых пунктов на литовском языке;

### Немецкий язык

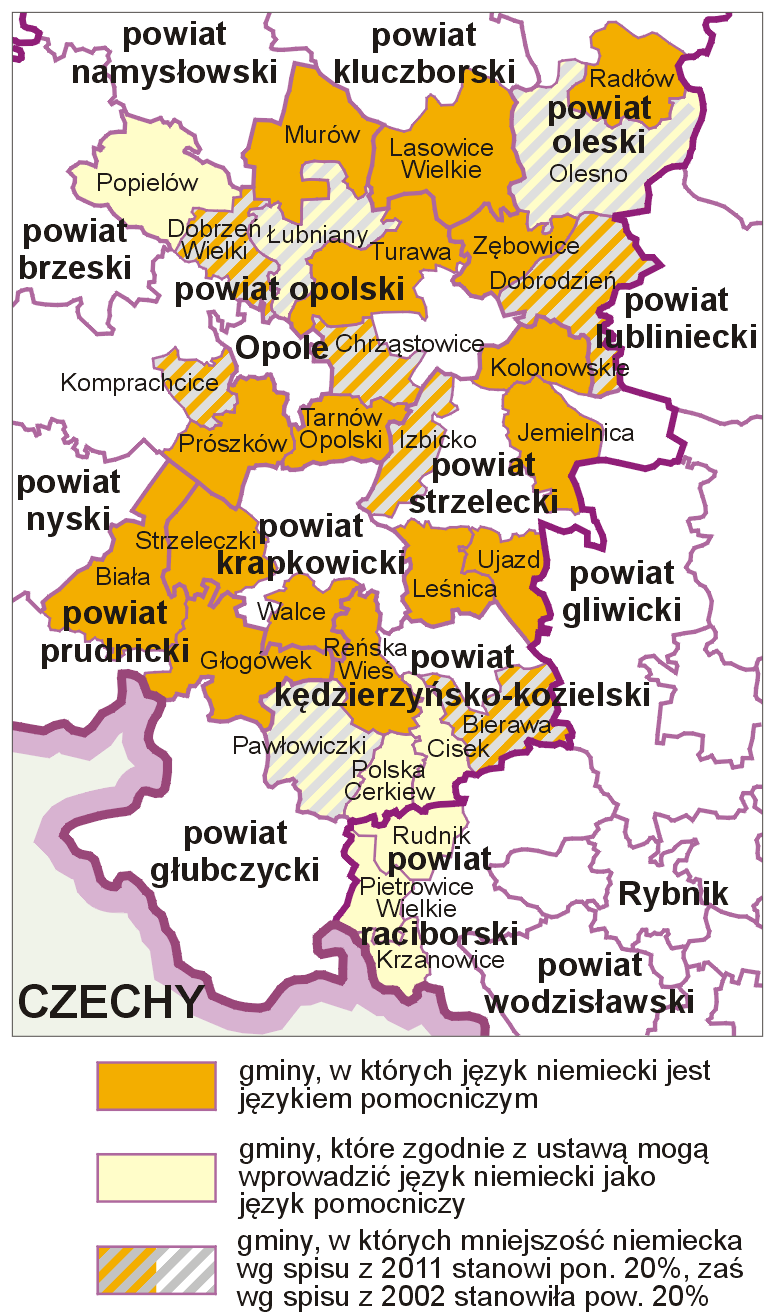
Гмины Опольского и Силезского воеводств, в которых введён или возможно введение немецкого языка в качестве вспомогательного

- Бяла (Gemeinde Zülz) с 6 марта 2006 года; с 24 ноября 2008 года в гмине также вводится указание населённых пунктов на немецком языке;
- Берава (Gemeinde Birawa) с 23 апреля 2007 года; с 10 января 2011 года в гмине также вводится указание населённых пунктов на немецком языке (согласно новым данным переписи 2011 года численность немецкого меньшинства стала ниже 20 % от всего населения гмины);
- Хшонстовице (Gemeinde Chronstau) с 25 января 2006 года; с 20 мая 2008 года в гмине также вводится указание населённых пунктов на немецком языке (согласно новым данным переписи 2011 года численность немецкого меньшинства стала ниже 20 % от всего населения гмины);
- Добродзень (Gemeinde Guttentag) с 13 мая 2009 года; с 4 июля 2008 года в гмине также вводится указание населённых пунктов на немецком языке (согласно новым данным переписи 2011 года численность немецкого меньшинства стала ниже 20 % от всего населения гмины);
- Добжень-Вельки (Gemeinde Groß Döbern) с 22 апреля 2009 года; с 1 декабря 2009 года в гмине также вводится указание населённых пунктов на немецком языке (согласно новым данным переписи 2011 года численность немецкого меньшинства стала ниже 20 % от всего населения гмины);
- Глогувек (Gemeinde Oberglogau) с 22 апреля 2009 года; с 1 декабря 2009 года в гмине также вводится указание населённых пунктов на немецком языке;
- Избицко (Gemeinde Stubendorf) с 6 марта 2006 года; с 20 мая 2008 года в гмине также вводится указание населённых пунктов на немецком языке (согласно новым данным переписи 2011 года численность немецкого меньшинства стала ниже 20 % от всего населения гмины);
- Емельница (Gemeinde Himmelwitz) с 28 августа 2006 года; с 14 ноября 2008 года в гмине также вводится указание населённых пунктов на немецком языке;
- Колёновске (Gemeinde Colonnowska) с 22 сентября 2006 года; с 14 ноября 2008 года в гмине также вводится указание населённых пунктов на немецком языке;
- Компрахцице (Gemeinde Comprachtschütz) с 4 июня 2009 года; с 1 декабря 2009 года в гмине также вводится указание населённых пунктов на немецком языке (согласно новым данным переписи 2011 года численность немецкого меньшинства стала ниже 20 % от всего населения гмины);
- Лясовице-Вельке (Gemeinde Groß Lassowitz) с 18 октября 2006 года; с 16 августа 2010 года в гмине также вводится указание населённых пунктов на немецком языке;
- Лесница (Gemeinde Leschnitz) с 17 мая 2006 года; с 11 апреля 2008 года в гмине также вводится указание населённых пунктов на немецком языке;
- Мурув (Gemeinde Murow) с 22 апреля 2009 года; с 31 марта 2009 r. года в гмине также вводится указание населённых пунктов на немецком языке;
- Прушкув (Gemeinde Proskau) с 11 июля 2006 года; с 30 апреля 2010 года в гмине также вводится указание населённых пунктов на немецком языке;
- Радлув (Gemeinde Radlau) с 25 января 2006 года; с 22 декабря 2006 года в гмине также вводится указание населённых пунктов на немецком языке;
- Реньска-Весь (Gemeinde Reinschdorf) с 26 октября 2006 года; с 11 января 2011 года в гмине также вводится указание населённых пунктов на немецком языке;
- Стшелечки (Gemeinde Klein Strehlitz) с 17 мая 2006 года; с 24 октября 2008 года в гмине также вводится указание населённых пунктов на немецком языке;
- Тарнув-Опольский (Gemeinde Tarnau) с 15 февраля 2007 года; с 14 апреля 2008 года в гмине также вводится указание населённых пунктов на немецком языке;
- Турава (Gemeinde Turawa) с 12 августа 2008 года; с 8 марта 2012 года в гмине также вводится указание населённых пунктов на немецком языке;
- Уязд (Gemeinde Ujest) с 28 августа 2006 года; с 19 ноября 2008 года в гмине также вводится указание населённых пунктов на немецком языке;
- Вальце (Gemeinde Walzen) с 4 апреля 2006 года; с 3 июня 2009 года в гмине также вводится указание населённых пунктов на немецком языке;
- Зембовице (Gemeinde Zembowitz) с 23 октября 2007 года; с 19 ноября 2008 года в гмине также вводится указание населённых пунктов на немецком языке.

## Язык домашнего общения
Во время переписи 2011 года была возможность указать два непольских языка домашнего общения наряду с польским или без польского. Всего в ответах на перепись перечислено 160 языков и диалектов. Большинство жителей Польши назвали языком домашнего общения польский (37 815 тыс. человек, 98,2 %), он же был назван в основном как единственный язык (37 043 тыс. человек, 96,2 %). Остальные языки домашнего общения в сумме составили 948 тыс. носителей, 2,46 %), причём чаще всего отмечалось их использование вместе с польским (как с первым или вторым языком) — 772 тыс. (2 %). Всего 176 тыс. человек (0,46 %) назвали единственным непольский или в случае выбора двух языков — оба непольских.
- только польский — 37 043 602 (96,19 %)
- польский и непольский (непольские) — 772 003 (2,00 %)
  - польский и один непольский — 731 563 (1,90 %)
  - польский и два непольских — 40 440 (0,11 %)
- только непольский (непольские) — 176 520 (0,46 %)
  - один непольский — 168 816 (0,44 %)
  - два непольских — 7 704 (0,02 %)
- не дали ответ — 519 698 (1,35 %)

В сравнении с переписью 2002 года почти в 9 раз выросло число жителей, назвавших домашним языком силезский, почти в 2 раза выросло число лиц, указавших домашним кашубский язык. В то же время вдвое сократилось число польских жителей, говорящих на немецком и на 14 тысяч — говорящих на белорусском.
Одной из особенностей переписи 2011 года стало то, что в качестве обиходного языка жители Польши стали указывать диалекты и говоры, такие ответы были характерны прежде всего для региона Подляшье и касались главным образом белорусского языка, нередко разные ответы подразумевали разные варианты названий одного и того же идиома. Некоторые близкие названия диалектов были объединены в один термин. Наиболее многочисленными были ответы носители говоров польско-белорусского пограничья (gwara pogranicza polsko-białoruskiego) — 669 человек; белорусских говоров (gwara białoruska), к которым отнесли также назвавших родным «простой язык» (język prosty) — 549 человек; говоры белорусско-украинские (gwara białorusko-ukraińska) — 516 человек, а также гуральские говоры (gwara góralska) — 604 человек.
Языки домашнего общения в Польше согласно переписи населения 2011 года:
| Язык                                   | Численность всех ответов (чел.) | в том числе указавших как единственный язык (чел.) | в том числе указавших как один из нескольких языков (чел.) | в том числе указавших как один из нескольких языков (чел.) |
| Язык                                   | Численность всех ответов (чел.) | в том числе указавших как единственный язык (чел.) | всего указавших (чел.)                                     | указавших наряду с польским (чел.)                         |
| -------------------------------------- | ------------------------------- | -------------------------------------------------- | ---------------------------------------------------------- | ---------------------------------------------------------- |
| польский                               | 37 815 606                      | 37 043 602                                         | 772 003                                                    | —                                                          |
| силезский                              | 529 377                         | 126 509                                            | 402 868                                                    | 396 979                                                    |
| кашубский                              | 108 140                         | 3 802                                              | 104 338                                                    | 104 319                                                    |
| английский                             | 103 541                         | 4 128                                              | 99 414                                                     | 98 145                                                     |
| немецкий                               | 96 461                          | 9 738                                              | 86 723                                                     | 80 647                                                     |
| белорусский                            | 26 448                          | 3 950                                              | 22 498                                                     | 22 419                                                     |
| украинский                             | 24 539                          | 4 510                                              | 20 029                                                     | 19 749                                                     |
| русский                                | 19 805                          | 1 136                                              | 18 669                                                     | 18 506                                                     |
| цыганский                              | 14 468                          | 2 309                                              | 12 159                                                     | 12 148                                                     |
| французский                            | 10 677                          | 640                                                | 10 037                                                     | 9 887                                                      |
| итальянский                            | 10 295                          | 812                                                | 9 483                                                      | 9 423                                                      |
| лемковский                             | 6 279                           | 1 380                                              | 4 899                                                      | 4 747                                                      |
| испанский                              | 5 770                           | 333                                                | 5 437                                                      | 5 294                                                      |
| литовский                              | 5 303                           | 3 597                                              | 1 706                                                      | 1 695                                                      |
| вьетнамский                            | 3 360                           | 1 251                                              | 2 109                                                      | 2 108                                                      |
| нидерландский                          | 2 653                           | 306                                                | 2 347                                                      | 2 270                                                      |
| арабский                               | 2 287                           | 210                                                | 2 077                                                      | 1 897                                                      |
| армянский                              | 1 847                           | 228                                                | 1 619                                                      | 1 594                                                      |
| греческий                              | 1 609                           | 56                                                 | 1 553                                                      | 1 528                                                      |
| шведский                               | 1 583                           | 108                                                | 1 475                                                      | 1 445                                                      |
| чешский                                | 1 451                           | 106                                                | 1 345                                                      | 1 339                                                      |
| китайский                              | 1 279                           | 720                                                | 559                                                        | 552                                                        |
| болгарский                             | 1 200                           | 151                                                | 1 049                                                      | 1 049                                                      |
| норвежский                             | 913                             | 47                                                 | 866                                                        | 814                                                        |
| турецкий                               | 889                             | 107                                                | 782                                                        | 761                                                        |
| венгерский                             | 888                             | 12                                                 | 877                                                        | 863                                                        |
| словацкий                              | 765                             | —                                                  | 765                                                        | 760                                                        |
| японский                               | 692                             | 203                                                | 489                                                        | 439                                                        |
| говоры польско-белорусского пограничья | 669                             | 464                                                | 205                                                        | 169                                                        |
| датский                                | 647                             | 55                                                 | 591                                                        | 524                                                        |
| руский                                 | 626                             | 63                                                 | 563                                                        | 558                                                        |
| гуральские говоры                      | 604                             | 32                                                 | 572                                                        | 572                                                        |
| португальский                          | 575                             | —                                                  | 575                                                        | 523                                                        |
| хинди                                  | 563                             | 147                                                | 416                                                        | 382                                                        |
| белорусский говоры (или простой язык)  | 549                             | 189                                                | 361                                                        | 361                                                        |
| белорусско-украинские говоры           | 516                             | 265                                                | 250                                                        | 250                                                        |
| другие языки и диалекты                | 9 164                           | 1 254                                              | 7 910                                                      | 7 533                                                      |
| все языки                              | 38 511 824                      | 37 212 419                                         | —                                                          | —                                                          |

Языки домашнего общения в Польше согласно переписи населения 2002 года:
| Язык          | Численность всех ответов (чел.) | в том числе указавших наряду с польским (чел.) | в том числе указавших наряду с польским (чел.) | в том числе указавших без польского (чел.) | в том числе указавших без польского (чел.) |
| Язык          | Численность всех ответов (чел.) | всего указавших (чел.)                         | указавших с другим непольским (чел.)           | всего указавших (чел.)                     | указавших с другим непольским (чел.)       |
| ------------- | ------------------------------- | ---------------------------------------------- | ---------------------------------------------- | ------------------------------------------ | ------------------------------------------ |
| все языки     | 38 230 080                      | —                                              | —                                              | —                                          | —                                          |
| польский      | 37 405 335                      | —                                              | —                                              | —                                          | —                                          |
| немецкий      | 204 573                         | 195 669                                        | 8 727                                          | 8 904                                      | 679                                        |
| силезский     | 56 643                          | 46 168                                         | 1 876                                          | 10 475                                     | 524                                        |
| кашубский     | 52 665                          | 50 672                                         | 243                                            | 1 993                                      | 3                                          |
| украинский    | 22 698                          | 19 303                                         | 824                                            | 3 395                                      | 150                                        |
| цыганский     | 15 788                          | 14 376                                         | 77                                             | 1 412                                      | 6                                          |
| русский       | 15 299                          | 14 801                                         | 3 314                                          | 498                                        | 46                                         |
| французский   | 15 282                          | 14 588                                         | 2 297                                          | 694                                        | 85                                         |
| итальянский   | 12 001                          | 11 372                                         | 959                                            | 629                                        | 54                                         |
| литовский     | 5 838                           | 2 168                                          | 79                                             | 3 670                                      | 5                                          |
| лемковский    | 5 627                           | 4 168                                          | 72                                             | 1 459                                      | 15                                         |
| испанский     | 4 154                           | 3 963                                          | 592                                            | 191                                        | 46                                         |
| греческий     | 3 166                           | 3 023                                          | 289                                            | 143                                        | 17                                         |
| нидерландский | 2 768                           | 2 556                                          | 378                                            | 212                                        | 45                                         |
| вьетнамский   | 1 883                           | 1 424                                          | 40                                             | 459                                        | 11                                         |
| шведский      | 1 842                           | 1 711                                          | 243                                            | 131                                        | 24                                         |
| словацкий     | 921                             | 822                                            | 58                                             | 99                                         | 3                                          |
| венгерский    | 908                             | 886                                            | 92                                             | 22                                         | 1                                          |
| армянский     | 872                             | 801                                            | 92                                             | 71                                         | 5                                          |
| датский       | 759                             | 713                                            | 101                                            | 46                                         | 16                                         |
| норвежский    | 733                             | 663                                            | 91                                             | 70                                         | 12                                         |
| сербский      | 570                             | 533                                            | 69                                             | 37                                         | 5                                          |

## Родной язык
В переписи населения 2011 года впервые в послевоенной истории Польши был задан вопрос о родном языке. Ранее такой вопрос задавался только лишь во время переписи 1931 года. При этом в той переписи указание родного языка имело субъективный характер, поскольку не задавался вопрос о национальной принадлежности, национальный состав Польши определялся по вопросу о родном языке, соответственно понятие «родной язык» соотносилось с понятием «национальная принадлежность». Кроме того, в самом вопросе переписи не упоминалось слово «родной», вопрос был задан в следующей форме: «язык, который наиболее Вам близок».
Понятие «родной язык» (język ojczysty), применённое в вопросах переписи, определяется как язык, который был выучен первым. Данный термин соответствует таким терминам, как «первый язык», «материнский язык».
Большинство жителей Польши назвали родным языком домашнего польский (37 656 тыс. человек), остальные языки, указанные как родные, в сумме составили 334 тыс. носителей.
В целом для каждого языка отмечается меньшее число указавших их как родной и большее число указавших их как домашний. Это связано с методологией переписи, которая позволяла выбирать более одного домашнего языка и только один родной язык.
Родные языки в Польше согласно переписи населения 2011 года:
| Язык          | Численность носителей (чел.) |
| ------------- | ---------------------------- |
| польский      | 37 656 090                   |
| силезский     | 140 012                      |
| немецкий      | 58 170                       |
| украинский    | 28 172                       |
| белорусский   | 17 480                       |
| русский       | 17 048                       |
| кашубский     | 13 799                       |
| цыганский     | 8 612                        |
| английский    | 5 624                        |
| литовский     | 5 408                        |
| лемковский    | 4 454                        |
| французский   | 3 488                        |
| вьетнамский   | 3 463                        |
| арабский      | 2 806                        |
| итальянский   | 2 207                        |
| армянский     | 2 115                        |
| испанский     | 1 539                        |
| болгарский    | 1 506                        |
| китайский     | 1 152                        |
| греческий     | 928                          |
| нидерландский | 917                          |
| чешский       | 890                          |
| венгерский    | 818                          |

| Язык                                   | Численность носителей (чел.) |
| -------------------------------------- | ---------------------------- |
| турецкий                               | 814                          |
| румынский                              | 807                          |
| хинди                                  | 667                          |
| словацкий                              | 648                          |
| говоры польско-белорусского пограничья | 554                          |
| руский                                 | 435                          |
| белорусско-украинские говоры           | 425                          |
| сербский                               | 402                          |
| чеченский                              | 384                          |
| монгольский                            | 370                          |
| японский                               | 365                          |
| белорусский говоры (или простой язык)  | 341                          |
| хорватский                             | 337                          |
| датский                                | 336                          |
| шведский                               | 308                          |
| португальский                          | 303                          |
| другие                                 | 5 787                        |
| не указали язык                        | 521 842                      |
| все языки                              | 38 511 824                   |

## Иностранные языки
Наиболее распространённые иностранные языки в Польше по данным на 2005 год: английский (29 %) русский (26 %) и немецкий (19 %). По оценочным данным 2010 года численность владеющих русским языком как родным, вторым или иностранным в Польше составила 5,5 млн человек.
По опросам польских граждан в число двух языков (помимо родного), необходимых для личного развития и карьеры, вошли английский (72 % опрошенных), немецкий (46 %), русский (9 %), французский (5 %), испанский (2 %) и итальянский (1 %). На вопрос о двух иностранных языках, предпочтительных для изучения детьми, первым в ответах назван английский (90 %), вторыми названы немецкий (69 %), русский (10 %), французский (7 %), испанский (1 %) и итальянский (1 %).

## Жестовый язык
Среди жителей Польши распространён польский жестовый язык, его использует по разным оценкам от 38 000 до 50 000 человек. Язык был создан в 1889 году.

## История
Польский язык был доминирующим языком населения Польши с момента формирования этого государства в X веке. В то же время литературным языком поляков в течение длительного времени был латинский язык. В Средние века на территории Польши вместе с переселенцами из Германии распространялись немецкий язык и идиш. Вместе с расселением носителей немецкого языка исчезали крупные ареалы славянских диалектов, в частности, поморские диалекты в Западном Поморье и силезские диалекты — в Нижней Силезии. Вымирание славянских говоров продолжалось вплоть до наших дней — в XX веке исчезли, например, словинские и кабатские говоры. В результате немецкой экспансии на территории современной Польши вымер также балтийский прусский язык, поляки, равно как и белорусы, ассимилировали балтийский ятвяжский язык.
В начале XVI века был оформлен литературно-языковой статус польского языка. Период XVI—XVII веков стал временем расцвета польского языка, который выступал в роли лингва франка на обширных пространствах Восточной Европы. По мере расширения польского государства в его пределы включались народы, говорящие на белорусском, украинском, литовском и других языках. С конца XVIII века, после раздела Польши между Российской империей, Австрией и Пруссией, польский неуклонно утрачивает свои позиции в регионе. В первой половине XX века после обретения Польшей независимости польский язык расширил сферы государственного функционирования и стал развиваться активнее.
На территории Польши в современных её северо-восточных, западных и юго-западных районах (Возвращённые земли — Пруссия, Силезия) были распространены немецкие диалекты (нижнепрусский, верхнепрусский, силезские и другие), на востоке были распространены литовский, белорусский и украинский язык. В результате послевоенных изменений европейских границ и связанных с этим массовых перемещений немецкого, польского и украинского населения в Польше стал доминировать польский язык, ставший языком более чем 95 % населения страны. Языки национальных меньшинств распространены среди незначительного числа граждан Польши. Некоторые из них находятся на грани вымирания или уже вымерли — караимский, вилямовский и другие языки и диалекты.
В результате ассимиляции, эмиграции и отрицательного естественного прироста число носителей польского языка в конце XX — начале XXI веков сокращается как за пределами, так и в самой Польше.